# Aruru Corona
L'Aruru Corona è una struttura geologica della superficie di Venere.